# Glenn Holt
Glenn Holt, Jr. (31 de julio de 1984 en Miami, Florida) es un jugador profesional de fútbol americano juega la posición de wide receiver para Chicago Rush en la Arena Football League. Firmó para Cincinnati Bengals como agente libre en 2006. Jugó como colegial en Kentucky.
También participó con Minnesota Vikings, Detroit Lions en la National Football League y California Redwoods en la United Football League.

## Estadísticas UFL
| Temporada | Equipo | N.º | Yds | Avg | TD | Lg |
| --------- | ------ | --- | --- | --- | -- | -- |
| 2009      | CAR    | 7   | 49  | 7.0 | 0  | 13 |